# Servizio pubblico federale cancelleria del Primo ministro
Il Servizio pubblico federale cancelleria del Primo Ministro (in francese: Service public fédéral Chancellerie du Premier ministre, in olandese: Federale Overheidsdienst Kanselarij van de Eerste Minister, in tedesco: Föderaler Öffentlicher Dienst Kanzlei des Premierministers) comunemente noto come Cancelleria, è un servizio pubblico federale belga (ministero).

## Storia
Il Servizio pubblico federale cancelleria del Primo Ministro fu istituito nel 1918. Nel 2001 è stato convertito in un Servizio pubblico federale nell'ambito del Piano Copernico. Inizialmente si chiamava "SPF cancelleria e affari generali". Nel 2002, il nome è stato cambiato in "SPF cancelleria del Primo ministro".

## Missione
Il SPF sostiene il Primo ministro del Belgio nel guidare e coordinare la politica del governo. Inoltre, informa i cittadini e le organizzazioni del paese in merito alle attività politiche del governo e dei servizi del governo federale.